# Angelo d’Arrigo
Angelo d’Arrigo (* 3. April 1961 in Catania; † 26. März 2006 in Comiso) war ein italienischer Gleitschirm- und Hängegleiterpilot und ein Vogelkundler. Bekannt wurde er durch seine spektakulären Flugprojekte, bei denen er mit seinem Ultraleichtflugzeug Vogelschwärme begleitete, mit dem Hängegleiter den Himalaja überwand, den höchsten Berg der Anden (Aconcagua) überflog und zusammen mit einem Adler die Sahara und das Mittelmeer überquerte.

## Leben
Angelo d’Arrigo war der Sohn einer französischen Mutter und eines sizilianischen Vaters. Als er im Alter von sechs Jahren einen Drachenflieger beobachtete, stand für ihn fest, ebenfalls den Drachenflug zu erlernen. Vor seinen besorgten Eltern behielt er jedoch seine Absicht und sein Flugtraining bis zu seiner Volljährigkeit verborgen. Er absolvierte ein Sportstudium an der Université du Sport de Paris. Danach arbeitete er im sizilianischen Catania als Skilehrer, Bergführer und Lehrer für Drachen- und Gleitschirmflug. Mit dem Hängegleiter flog er höher, weiter und länger als jeder andere Mensch zuvor. Zweimal wurde er Weltmeister im Extremfliegen, er war Gewinner von vielen Flugwettbewerben. Posthum erhielt er den Laureus World Sports Award als Alternativ-Sportler des Jahres 2006.

### „Metamorphosis“
Nach einem Aufprall gegen eine 20 000 Volt-Hochspannungsleitung brach er sich durch die harte Landung einen Rückenwirbel. Er war sechs Monate lang durch den Druck auf sein Rückenmark unterhalb der Hüfte gelähmt und wusste nicht, ob er jemals wieder laufen könnte. Dieser Unfall änderte seine Einstellung zum Fliegen: nach seiner medizinischen Rehabilitation versuchte er von nun an den Vogelflug bestmöglich zu imitieren. Das bedeutete das geschickte und instinktive Ausnutzen der Thermik und der Luftströmungen – ganz ohne technische Hilfsmittel. Diesen Neuanfang nannte er seit dem Jahr 2000 programmatisch Metamorphosis, die Anverwandlung des Menschen in einen Vogelmenschen. D’Arrigo schaute sich von den Adlern ab, wie sie die Luftströme aufspüren. Zur Einübung in dieses instinktive Flugverhalten nutzte er die extremen Windverhältnisse über dem Ätna. Im Jahre 2001 schaffte er zusammen mit dem Adler Nike einen spektakulären Flug über die Sahara und das Mittelmeer bis nach Sizilien.
D’Arrigo änderte auch sein Lebensziel, seine Flugkünste widmete er nun vermehrt der Erhaltung bedrohter Vogelarten. Er flog im Sommer 2003 in einem Ultraleichtflugzeug vor einem Schwarm wilder Kraniche vom Polarkreis an das Kaspische Meer. Damit wollte er dieser vom Aussterben bedrohten Zugvogelart einen neuen Wanderweg zeigen. Um sie auf sich zu prägen, zog er sich eine Vogelmaske über den Arm.
Mehr technisch motiviert war sein Versuch des Nachbaus eines Flugmodells, das Leonardo da Vinci 1510 konzipiert hatte. In Zusammenarbeit mit einem Architekten und mehreren Ingenieuren verwendete er verschiedene Materialien, die zu Zeiten da Vincis noch nicht zur Verfügung standen und die das Gewicht reduzierten und somit die Flugfähigkeit verbessern sollten: Aluminiumrohre statt Holz für das Gestell und Kunstfaserstoffe statt Leinen für die Bespannung. Ein Flugtest im Windkanal bestätigte die Flugfähigkeit des Modells.
Mit den zwei nepalesischen Steppenadlern Chumi und Gaijy aus den Zoos von London und Moskau trainierte er zwei Jahre lang am Ätna, um sich für den Überflug des Himalaya-Gebirges vorzubereiten. Extreme Kältegrade bis zu −50 °C, Sauerstoffmangel, Aufwinde am Mount Everest und den »Jetstream«, einem Wind in fast 9 000 m Höhe mit bis zu 200 km/h, konnte D’Arrigo im Jahre 2004 dank minutiöser Vorbereitung erfolgreich bezwingen.
Anfang 2006 überflog er in einer maximalen Höhe von 7 400 m den Aconcagua, welcher der höchste Berg Amerikas ist. Akribisch hat sich Angelo auf die Herausforderung vorbereitet.
So absolvierte er ein Lauftraining in seiner Heimat am Ätna, wobei eine Maske einen Teil des Sauerstoffs aus der Atemluft filterte, um die Höhe zu simulieren. Zusätzlich trainierte er sich eine spezielle Atemtechnik an, bei der der Druck in der Lunge erhöht wird. Dadurch war er in der Lage ohne zusätzlichen Sauerstoff den Aconcagua zu überwinden.
Seinen Traum vom Flug mit den Andenkondoren über die Anden konnte sich Angelo d’Arrigo vor seinem Tod nicht mehr erfüllen. Seine beiden Kondore Inca und Maya, die er zu diesem Zweck aufzog, wurden im Sommer 2006 von seiner Witwe in Südamerika freigelassen.

### Absturz
Angelo d’Arrigo starb am 26. März 2006 um 11:30 Uhr bei einer Flugschau in Comiso auf Sizilien auf einem stillgelegten Luftwaffenstützpunkt.
Zusammen mit dem ehemaligen F-104-Piloten der italienischen Luftwaffe und Demopiloten der Firma Sky Arrow (Triest), General Giulio De Marchis, stürzte er in dem doppelsitzigen Ultraleichtflugzeug Sky Arrow 650 TNT aus 200 m Höhe in einen Olivenhain. Die beiden Piloten, die zu den erfahrensten Leichtflugpiloten Italiens zählten, starben auf der Stelle. Die Staatsanwaltschaft von Ragusa ermittelte zur Klärung der Unfallursache. D’Arrigo hinterließ seine Frau Laura Mancuso, zwei Söhne und eine Tochter.

## Flugprojekte
- 2001: Following the Hawks: mit Wanderfalken von der Sahara nach Nordeuropa
- 2002: Siberian Migration: vom Polarkreis ans Kaspische Meer mit einem Schwarm sibirischer Kraniche[2]
- 2004: Over Everest: auf der Wanderroute nepalesischer Steppenadler über den Mount Everest
- 2005: El vuelo del Condor: auf den Spuren des Kondors über die Anden
- 2007 plante er den Flug über die Antarktis und über den 5 500 m hohen Mount Wilson

## Filmographie
- „Flug über den Aconcagua“ (Memento vom 6. November 2008 im Internet Archive), ARD, 12. November 2006, Erstsendung: 5. Februar 2006, W wie Wissen, WDR
- „Fliegen in der Todeszone! Wie Angelo d’Arrigo mit dem Gleitschirm den Mount Everest überquerte“ (Memento vom 1. Juli 2007 im Internet Archive), BR-kulturreport, 29. Januar 2006
- „Over Everest“, Arte, 3. Januar 2006: 1. Teil: „Der Traum“ und 2. Teil: 4. Januar 2006: „Das Geheimnis des Adlers“, je 45 Min. (toter Link)
- Flying over Everest, Dokumentation, 2004, 60 Min., Italien, Kamera: Maurizio Felli, Regie: Fabio Toncelli
- „Mit dem Motordrachen über den Ätna“, ZDF, 9. Februar 2003
- „Der Vogelmensch über dem Ätna“ (Memento vom 5. November 2004 im Internet Archive), MDR, 17. November 2002